# Roberto Rosato
Pour les articles homonymes, voir Rosato.
Roberto Rosato (né à Chieri le 18 août 1943 et mort le 20 juin 2010 dans la même ville) est un footballeur italien.

## Biographie
Défenseur central du grand Milan AC de la fin des années soixante, Roberto Rosato a connu 37 sélections en équipe d'Italie entre 1965 et 1972.
Il a vécu les grandes heures de la squadra azzurra de l'époque, vainqueur du Championnat d'Europe des nations 1968 et finaliste de la Coupe du monde 1970 (battue par le Brésil de Pelé, après avoir battu la RFA dans une demi-finale de légende).
Avec le Milan AC, il a remporté de nombreux titres aux côtés de Gianni Rivera et Kurt Hamrin, notamment la Coupe d'Europe des Clubs Champions en 1969, à Madrid, contre l'Ajax Amsterdam (4-1).

## Clubs
- Torino FC (1960-1966)
- Milan AC (1966-1973)
- Genoa CFC (1973-1977)

## Palmarès
- Championnat d'Europe des nations 1968
- Coupe intercontinentale 1969
- Coupe d'Europe des clubs champions 1969
- Coupe des coupes 1968, 1973
- Championnat d'Italie 1968
- Coupe d'Italie 1967, 1972, 1973